# Peperomia laevifolia
Peperomia laevifolia là một loài thực vật có hoa trong họ Hồ tiêu. Loài này được (Blume) Miq. miêu tả khoa học đầu tiên năm 1843.